# BamHI

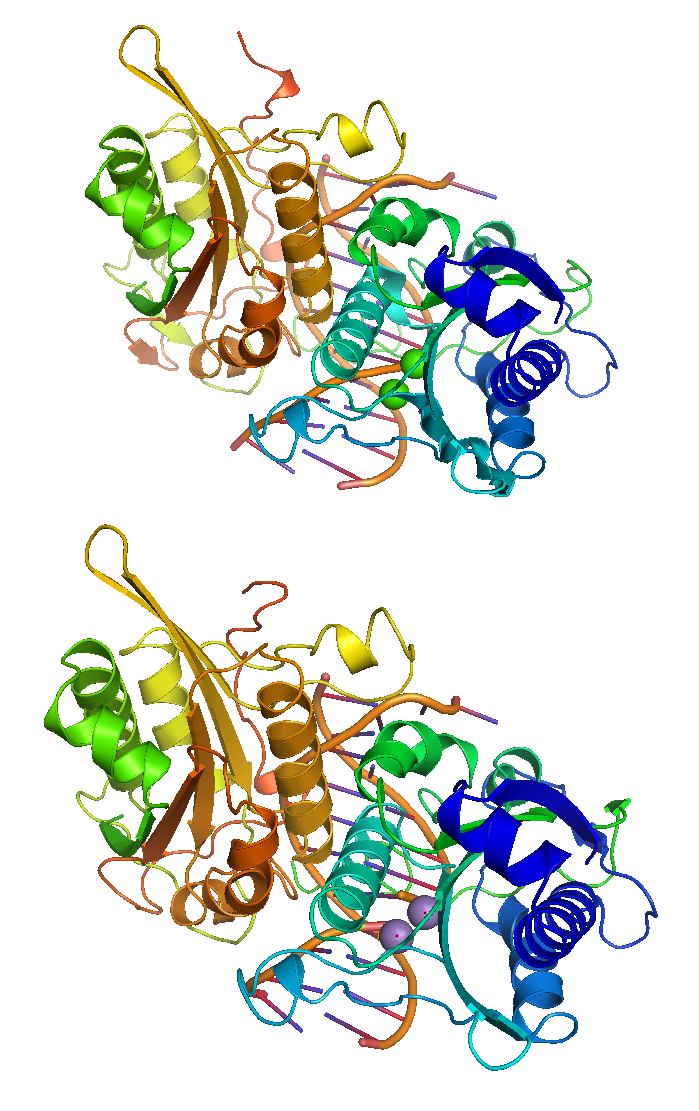
Estrutura cristalina de BamHI e ADN, na presença de cálcio, antes da clivagem (topo) e na presença de manganês após a clivagem (fundo)

BamHI é uma enzima de restrição, derivada de Bacillus amyloliquefaciens. A sua sequência de reconhecimento é (G'GATCC), e deixa uma extremidade coesiva.